# Slovakiens kommunistparti
Slovakiens kommunistparti, Komunistická strana Slovenska (KSS) är ett konservativt kommunistiskt parti i Slovakien. KSS är observatörer i Europeiska vänsterpartiet..
I parlamentsvalet 2002 fick KSS 6,3 % av rösterna och elva mandat i Slovakiens nationalråd. Partiet har inte i något av de följande valen uppnått parlamentarisk representation.

## Historia
Det ursprungliga KSS bildades under andra världskriget, i samband med att den första Slovakiska republiken utropades i mars 1939. KSS fortsatte att existera som självständigt parti i några år, under den tredje tjeckoslovakiska republiken efter krigsslutet, men efter Pragkuppen 1948 och det kommunistiska maktövertagandet inlemmades KSS som en regional organisation i Tjeckoslovakiens kommunistiska parti (KSČ).
Den 11 juli 1960 genomdrevs en ny konstitution. Socialistiska republiken Tjeckoslovakien utropades, KSČ blev det enda tillåtna partiet i landet och de sista resterna av slovakisk autonomi avskaffades.
5 januari 1968 tillträdde KSS-medlemmen Alexander Dubček som ny generalsekreterare för KSČ. Han presenterade ett vittgående reformprogram, där pressfrihet, flerpartisystem och planer på att ombilda Tjeckoslovakien till en federation ingick. Den så kallade Pragvåren krossades dock snart av en sovjetledd invasion och Dubček uteslöts till slut ur partiet.
Dubček stödde åter reformrörelsen under Sammetsrevolutionen 1989 som kom att leda till Tjeckoslovakiens upplösning och kommunismens fall.
Vid KSČ:s 18:e partikongress i november 1990 omvandlades partiet till en federation av två partier: Böhmens och Mährens kommunistiska parti samt KSS.
Det sistnämnda kom omgående att splittras. Majoriteten bildade i januari 1991 Demokratiska vänsterpartiet som bröt med sitt tjeckiska broderparti och var med om att föra Slovakien till självständighet. Minoritetsgrupper som ville slå vakt om det kommunistiska arvet och banden till Tjeckien bildade partierna KSS '91 och ZKS som 1992 gick samman och antog det gamla partinamnet KSS.

## Partiledare
- 1944–1945: Karol Šmidke
- 1945–1951: Štefan Bašťovanský
- 1951–1953: Viliam Široký
- 1953–1963: Karol Bacílek
- 1963–1968: Alexander Dubček
- 1968: Vasiľ Biľak
- 1968–1969: Gustáv Husák
- 1969–1970: Štefan Sádovský
- 1970–1988: Jozef Lenárt
- 1988–1990: Ignác Janák
- 1991–1992: Julius Fejes (KSS '91)
- 1992–1998: Vladimír Ďaďo
- 1998–2006: Jozef Ševc
- sedan 2006: Jozef Hrdlička